# Mescalină
Mescalina (IUPAC: 3,4,5-trimetoxifeniletilamină) este un alcaloid psihedelic de origine naturală din clasa feniletilaminelor cu formula chimică C11H17NO3. Aceasta este utilizată în principal ca un enteogen și ca un instrument pentru a suplimenta diverse practici de transcendență, inclusiv în meditație, psihonautică, proiecte de artă și psihoterapie psihedelică. 
Se găsește natural în cactușii Lophophora williamsii (cactusul Peyote), Echinopsis pachanoi (San Pedro), Echinopsis peruviana și într-o serie de alți membri ai familiei Cactaceae. De asemenea, este întâlnită, în cantități mici, în anumiți membri ai familiei Fabaceae (familia fasolei), inclusiv Acacia berlandieri.

## Istorie și utilizare
Cactusul Peyote este folosit de peste 3000 de ani de către amerindienii din Mexic. Europenii au remarcat de timpuriu utilizarea de peyote în ceremoniile religioase ale americanilor nativi, în special la grupul indigen Huichols, în Mexic. Alți cactuși, cum ar fi San Pedro au fost folosiți în diferite regiuni, din Peru până în Ecuador. 
Mescalina a fost izolată și identificată în 1897 de către germanul Arthur Heffter, iar Ernst Späth a sintetizat-o prima oară în 1919.
Această substanță halucinogenă a stârnit în scurt timp interesul în cercurile medicale, artistice și intelectuale. Probabil cel mai influent consumator de mescalină a fost Aldous Huxley, faimosul autor al romanului "Brave new World (Minunata lume nouă)", provenit dintr-una din cele mai distinse familii de intelectuali din Anglia. Un medic englez pe nume Humphrey Osmond, pionier al folosirii substanțelor halucinogene în scopuri medicinale, i-a dat lui Huxley mescalină la 4 mai 1953. Acesta, care se apropia de șaizeci de ani la acea vreme, a fost copleșit de experiență și s-a simțit obligat să-și expună experiențele vizionare în două texte scurte, "The doors of perception (Usile percepției)", al cărui titlu se spune că ar fi inspirat numele grupului lui Jim Morrison, The Doors și "Heaven and hell (Rai și iad)", care a devenit unul din cele mai citite texte clasice din "literatura drogurilor".
Nu toți cei care au citit scrierile lui Huxley despre mescalină au fost de acord cu el. După ce a citit "Ușile percepției", R.C. Zaehner, profesor de religii și etică orientală la Oxford, a hotărât să încerce și el mescalina. În timp ce se afla sub influența ei, s-a plimbat pe terenurile colegiilor de la Oxford și a avut revelații amuzante cu caracter banal, dar nimic mai mult. A conchis deci că mescalina nu a avut efectele transcedentale prezentate de Huxley și, mai mult, că utilizarea substanțelor psihoactive este artificială și profund "antireligioasă". Aceasta este o concluzie remarcabilă, venind din partea unui om care și-a dedicat întreaga viață academică studierii tradițiilor religioase indiene și iraniene (a scris tomuri masive despre hinduism si zoroatrism), care foloseau amândouă planta psihoactivă numită soma în riturile lor religioase arhaice. Așadar, el caracteriza religiile orientale ca fiind antireligioase! Zaehner avea să devină mai târziu un critic fervent al lui Timothy Leary și al consumului tot mai mare de LSD și alte droguri în perioada anilor '60.
Din motive inexplicabile, în zilele noastre există un anumit snobism legat de consumul de mescalină; multi dintre cei care au folosit-o (sau cred doar ca au facut-o) o compară cu LSD-ul, în defavoarea acestuia. Faptul se datorează, probabil, dificultații de a o găsi și nu unor diferențe calitative între trăirile în sine provocate de cele două substanțe. Deși mulți consumatori experimentați cred că au luat mescalină, ea ajunge de fapt extrem de rar pe piața ilegală a drogurilor, cu toate că există mai multe preparate prezentate pe stradă drept drogul autentic.

## Mod de acțiune
Mescalina acționează în mod similar cu alți agenți psihedelici. Mescalina se leagă și activează receptorii 5-HT2A ai serotoninei cu o mare afinitate nanomolară. Felul în care activarea receptorului 5-HT2A duce la halucinații este încă necunoscut, dar probabil implică într-un fel excitarea neuronilor corticali.

## Analogi
Mescalina are un număr de analogi, care au grupările metoxi- modificate pentru a include grupuri tio- sau de a fi prelungite. Exemplele includ, dar nu sunt limitate la: izomescalină, tiomescalină, escalină, tioescalină, proscalină, izoproscalină, buscalină, tiobuscalină, tioizomescalină, fenescalină, simbescalină, asimbescalină, tioasimbescalină, alilescalină, metalilescalină, metaescalină, și tiometaescalină. Aceasta are un omolog activ al amfetaminei, 3,4,5-trimetoxiamfetamină.